# パナソニックセンター有明スタジオ
パナソニックセンター有明スタジオ（パナソニックセンターありあけスタジオ、英名：ARIAKE Studio）は、パナソニックセンター東京に併設され、吉本興業と松下電器産業（現・パナソニックホールディングス）が共同運営していたテレビスタジオである。2002年9月10日設立、2006年3月にテレビスタジオとしての運営を終了。現在はイベントホールとして使われている。

## スタジオ設置地

### Aスタジオ
HD／SD対応・150坪
- 松紳（日本テレビ）
- クイズ!ヘキサゴン（フジテレビ）
- ビートたけしの!こんなはずでは!!（テレビ朝日）
- 貫太ですッ!（東海テレビ）
- 真実一路（東海テレビ）
- 最終警告!たけしの本当は怖い家庭の医学（ABCテレビ）
- サルヂエ（中京テレビ）
- 愛のソレア（東海テレビ）
- 幸せって何だっけ 〜カズカズの宝話〜（フジテレビ）
- M-1グランプリ決勝会場（ABCテレビ）※HD
- おはスタ・第1部（テレビ東京）※HD
- メンタルヌード（よみうりテレビ）
- 芸能人口コミの店 えぇ処（よみうりテレビ）
- マルバレ!（よみうりテレビ）
- 黒革の手帖 (テレビ朝日)
- トリハダ 〜感じるボロ〜ン〜（ABCテレビ）
- 夫婦交換バラエティー ラブちぇん（名古屋テレビ）
- 雨スポ（よみうりテレビ）
- 知ったかぶりクイズ!あなた説明できますか（毎日放送）
- プロ野球オールスター場外乱闘ホントのところ日本一はどこなんだスペシャル（関西テレビ）

### Bスタジオ
SD対応・30坪
- ワイ!ワイ!ワイ!（ヨシモトファンダンゴTV）
- プリプリプリンス（ヨシモトファンダンゴTV）
- 〜本人発信バラエティ〜 てっぺん!（ヨシモトファンダンゴTV）
- ヨシモト∞（ヨシモトファンダンゴTV）
- 「TOKYO ひかり TOWN」（CASTV）